# 로터스 에스프리

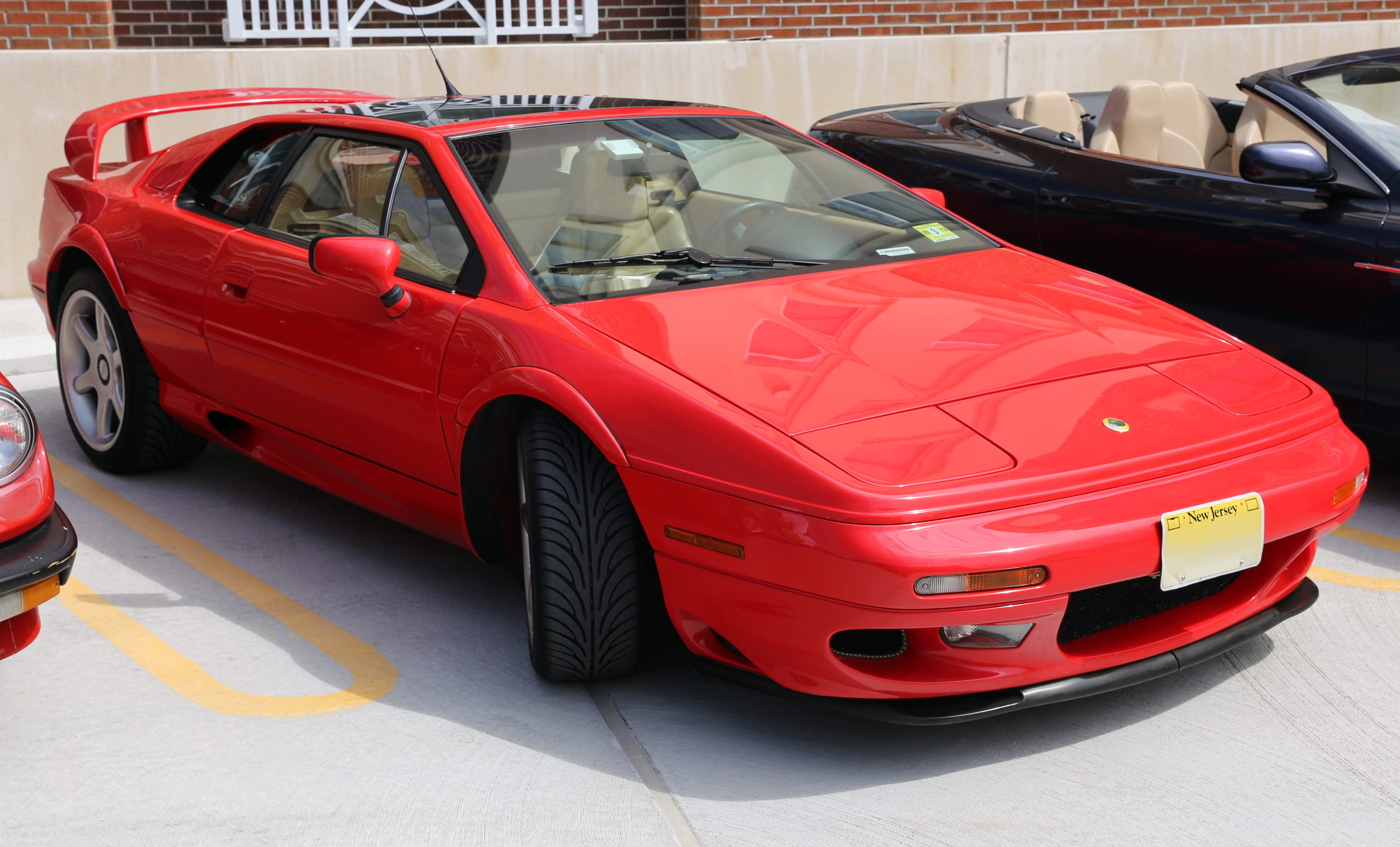

로터스 에스프리(Lotus Esprit)는 로터스 자동차에서 생산한 스포츠카이다.